# セーラム・カダルール線
セーラム・カダルール線は、タミル・ナードゥ州セーラム県のセーラム連絡駅から同州カダルール県のカダルール港連絡駅までを結ぶ、インド南部鉄道の鉄道路線である。

## 路線データ
- 路線距離：197km
  - セーラム・ヴィルッダーチャラム間 : 139km
  - ヴィルッダーチャラム・カダルール間 : 58km
- 軌間：1000mm (狭軌)
- 駅数：22駅（起終点駅含む）

## 列車種別
普通列車のみが運行されている。
- 普通列車、セーラム・ヴィルッダーチャラム間 : 830, 831, 832, 833
- 普通列車、セーラム・カダルール間 : 683
- 普通列車、ヴィルッダーチャラム・カダルール間 : 686, 835, 836, 839, 840

## 駅名及び停車駅
| 駅名                                                  | 駅間所要時間 | 普通 | 普通839 | 接続路線等                             | 所在地                                 | 所在地 |
| ----------------------------------------------------- | ------------ | ---- | ------- | -------------------------------------- | -------------------------------------- | ------ |
| セーラム連絡駅 (SALEM JN)                             | --           | ●    |         | ジョラールペーッタイ・エルナークラム線 | タミル・ナードゥ州・セーラム県         |        |
| セーラム市場駅 (SALEM MARKET)                         | 10分         | ●    |         |                                        | タミル・ナードゥ州・セーラム県         |        |
| セーラム市街駅 (SALEM TOWN)                           | 7分          | ●    |         |                                        | タミル・ナードゥ州・セーラム県         |        |
| アヨーディヤーパッティナム駅 (AYODHYAPATTINAM)        | 16分         | ●    |         | 普通832は通過                          | タミル・ナードゥ州・セーラム県         |        |
| ミンナムパッリ駅 (MINNAMPALLI)                        | 11分         | ●    |         |                                        | タミル・ナードゥ州・セーラム県         |        |
| ヴァラッパティ・ゲート駅 (VALAPPADI GATE)             | 20分         | ●    |         |                                        | タミル・ナードゥ州・セーラム県         |        |
| イェーッタプール・ロード駅 (ETTAPUR ROAD)             | 19分         | ●    |         |                                        | タミル・ナードゥ州・セーラム県         |        |
| ペーッタナヤッカンパラーヤム駅 (PEDDANAYAKKANPALAYAM) | 11分         | ●    |         |                                        | タミル・ナードゥ州・セーラム県         |        |
| アーットゥール駅 (ATTUR)                              | 20分         | ●    |         |                                        | タミル・ナードゥ州・セーラム県         |        |
| タライヴァーサル駅 (TALAIVASAL)                       | 31分         | ●    |         |                                        | タミル・ナードゥ州・セーラム県         |        |
| メールナーリヤッパヌール駅 (MELNARIYAPPANUR)          | 14分         | ●    |         |                                        | タミル・ナードゥ州・ヴィリュップラム県 |        |
| チンナセーラム駅 (CHINNA SALEM)                       | 13分         | ●    |         |                                        | タミル・ナードゥ州・ヴィリュップラム県 |        |
| シルヴァットゥール駅 (SIRUVATTUR)                     | 16分         | ●    |         |                                        | タミル・ナードゥ州・ヴィリュップラム県 |        |
| プッキラヴァリ駅 (PUKKIRAVARI)                        | 8分          | ●    |         |                                        | タミル・ナードゥ州・ヴィリュップラム県 |        |
| クーッタクディ駅 (KUTTAKUDI)                          | 32分         | ●    |         | 普通830, 833は通過                     | タミル・ナードゥ州・カダルール県       |        |
| ムカーサ・パールール駅 (MUKHASA PARUR)                | 21分         | ●    |         |                                        | タミル・ナードゥ州・カダルール県       |        |
| ヴィルッダーチャラム連絡駅 (VRIDDHACHALAM JN)         | 19分         | ●    | ●       | チェンナイ・エルナークラム線           | タミル・ナードゥ州・カダルール県       |        |
| ウッタンガル・マンガラム駅 (UTTANGAL MANGALAM)        | 18分         | ●    | ｜      |                                        | タミル・ナードゥ州・カダルール県       |        |
| ネイヴェーリ駅 (NEYVELI)                              | 13分         | ●    | ｜      |                                        | タミル・ナードゥ州・カダルール県       |        |
| ヴァダルール駅 (VADALUR)                              | 14分         | ●    | ●       |                                        | タミル・ナードゥ州・カダルール県       |        |
| クリンジパティ駅 (KURINJIPADI)                        | 10分         | ●    | ●       |                                        | タミル・ナードゥ州・カダルール県       |        |
| カダルール港連絡駅 (CUDDALORE PORT JN)                | 20分         | ●    | ●       | チェンナイ・マイラードゥトゥライ線     | タミル・ナードゥ州・カダルール県       |        |